# Brigade verte (série télévisée)
Pour l’article homonyme, voir Brigade Verte (association).
Brigade verte  est une série télévisée française créée par Patrick Hunt, d'après les romans de Gérard Néry, et diffusée en 1985.
Les épisodes sont réalisés par Michael Braun, Gilles Grangier, Mario Caiano, et Gérard Clément.

## Synopsis
Les enquêtes de l'équipe spéciale de la brigade verte, une équipe spécialisée dans la lutte contre les crimes contre la nature et l'écologie (la fraude alimentaire, le trafic d'animaux et des déchets, etc.). À la tête de l'équipe, il y a le commissaire Marc-Antoine Amourdedieu.

## Distribution
Sauf indication contraire, les informations mentionnées dans cette section peuvent être confirmées par la base de données cinématographiques IMDb,  présente dans la section « Liens externes ».
- Gilles Segal : Marc-Antoine Amourdedieu
- Christiane Minazzoli : Yvonne Dufour
- Jean-Yves Chatelais : Bezin
- Corinne Marchand : Madeleine Leriche
- Diane Simenon : Florence
- Stéphanie Fugain : Stéphanie

## Épisodes
1. Le Divisionnaire
2. Iode 131
3. La Morte verte
4. Nom de code Léonard
5. Filière poison
6. L'estampille
7. Adieu le prof
8. Thermotel